# باري اندروز (موسيقي)
باري اندروز (بالإنجليزية: Barry Andrews)‏ هو موسيقي بريطاني، ولد في 12 سبتمبر 1956 في لندن في المملكة المتحدة.

## وصلات خارجية
- باري اندروز على موقع ميوزك برينز (الإنجليزية)
- باري اندروز على موقع إن إن دي بي (الإنجليزية)
- باري اندروز على موقع ديسكوغز (الإنجليزية)